# Frank Van Klingeren
 (mars 2012).
Si vous disposez d'ouvrages ou d'articles de référence ou si vous connaissez des sites web de qualité traitant du thème abordé ici, merci de compléter l'article en donnant les références utiles à sa vérifiabilité et en les liant à la section « Notes et références ».
 (mars 2012).
Frank Van Klingeren est un architecte hollandais, ingénieur de formation, qui est considéré comme une figure très particulière de la scène hollandaise d’après-guerre[Par qui ?]. Il s’est spécialisé sur la création d'équipements. Jusqu’au début des années 1960, Van Klingeren se concentre sur la production d’équipement encore très proches du type classique à l’époque de l’« équipement collectif socio-culturel »[pas clair]. Mais ces derniers sont de plus en plus marqués par le concept de multifonctionnalité comme l'Agora de Dronten.

## Source
- Marina den Van Bergen & Piet Vollard, Hinder en ontklontering: architectuur en maatschappij in het werk van Frank van Klingeren, Rotterdam, Uitgeverij 010, 2003.